# Корнациці
Корнациці (пол. Kornacice) — село в Польщі, у гміні Опатув Опатовського повіту Свентокшиського воєводства.
Населення — 165 осіб (2011).
У 1975-1998 роках село належало до Тарнобжезького воєводства.

## Демографія
Демографічна структура на день 31 березня 2011 року:
|          | Загалом | Допрацездатний вік | Працездатний вік | Постпрацездатний вік |
| -------- | ------- | ------------------ | ---------------- | -------------------- |
| Чоловіки | 77      | 7                  | 63               | 7                    |
| Жінки    | 88      | 21                 | 43               | 24                   |
| Разом    | 165     | 28                 | 106              | 31                   |